# Pamphobeteus grandis
Pamphobeteus grandis là một loài nhện trong họ Theraphosidae.
Loài này thuộc chi Pamphobeteus. Pamphobeteus grandis được miêu tả năm 2008 bởi Bertani, Fukushima & Silva.